# Władysław Leon Sapieha
Władysław Leon Adam Feliks Sapieha (ur. 30 maja 1853 w Krasiczynie, zm. 29 kwietnia 1920 we Lwowie) – książę, ziemianin, działacz społeczny, poseł do Sejmu Krajowego i do Rady Państwa w Wiedniu.

## Życiorys
Był najstarszym z synów Adama Stanisława Sapiehy i Jadwigi z Sanguszków Sapieżyny. Miał czterech młodszych braci: Leona Pawła, Pawła, Jana Piotra, Adama Stefana oraz dwie siostry: Marię Jadwigę i Helenę Marię.
W latach 1864–1871 uczył się w gimnazjum we Lwowie, po czym rozpoczął studia prawnicze w Berlinie, kontynuując je w Heidelbergu i kończąc we Lwowie w 1876. Po studiach odbył roczną służbę wojskową. Od 1883 był członkiem i działaczem Galicyjskiego Towarzystwa Gospodarskiego, członek jego Komitetu (10 czerwca 1886 - 24 czerwca 1910). Działał także w innych organizacjach lokalnych, m.in. Galicyjskim Towarzystwie Kredytowym Ziemskim, Rady Szkolnej Okręgowej w Cieszanowie, Rady Szkolnej Okręgowej w Przemyślu i in. Członek Towarzystwa Kółek Rolniczych we Lwowie, prezes jego Zarządu Powiatowego w Przemyślu (1914).
W latach 1877–1882 podjął karierę urzędniczą, z której zrezygnował po usilnych namowach brata Leona Pawła, aby objąć administrowanie Krasiczynem. W 1910 przekazał krasiczyńskie archiwum do Ossolineum.
W 1883 został wybrany do Sejmu Krajowego, gdzie należał do klubu „Centrum” wraz z Wojciechem Dzieduszyckim i Jerzym Konstantym Czartoryskim. Działał tam w komisjach: budżetowej, górniczej, lustracyjnej i podatkowej. W wyborach 1889 nie ubiegał się o reelekcję. W 1908 wybrany ponownie do Sejmu Krajowego. Członek dziedziczny Izby Panów austriackiej Rady Państwa (od 23 lipca 1907 do 28 października 1918).
W 1915 wszedł w skład Książęco-Biskupiego Komitetu Pomocy dla Dotkniętych Klęską Wojny (KBK), założonego przez jego brata, biskupa krakowskiego, Adama Stefana. W roku 1918 uczestniczył w zarządzaniu Akademią Rolniczą w Dublanach.
Zmarł 29 kwietnia 1920 we Lwowie.
W 1898 został odznaczony Orderem Korony Żelaznej II klasy.
Był ojcem Leona, Józefa, Aleksandra, Adama Zygmunta, Andrzeja Józefa i Stanisława.

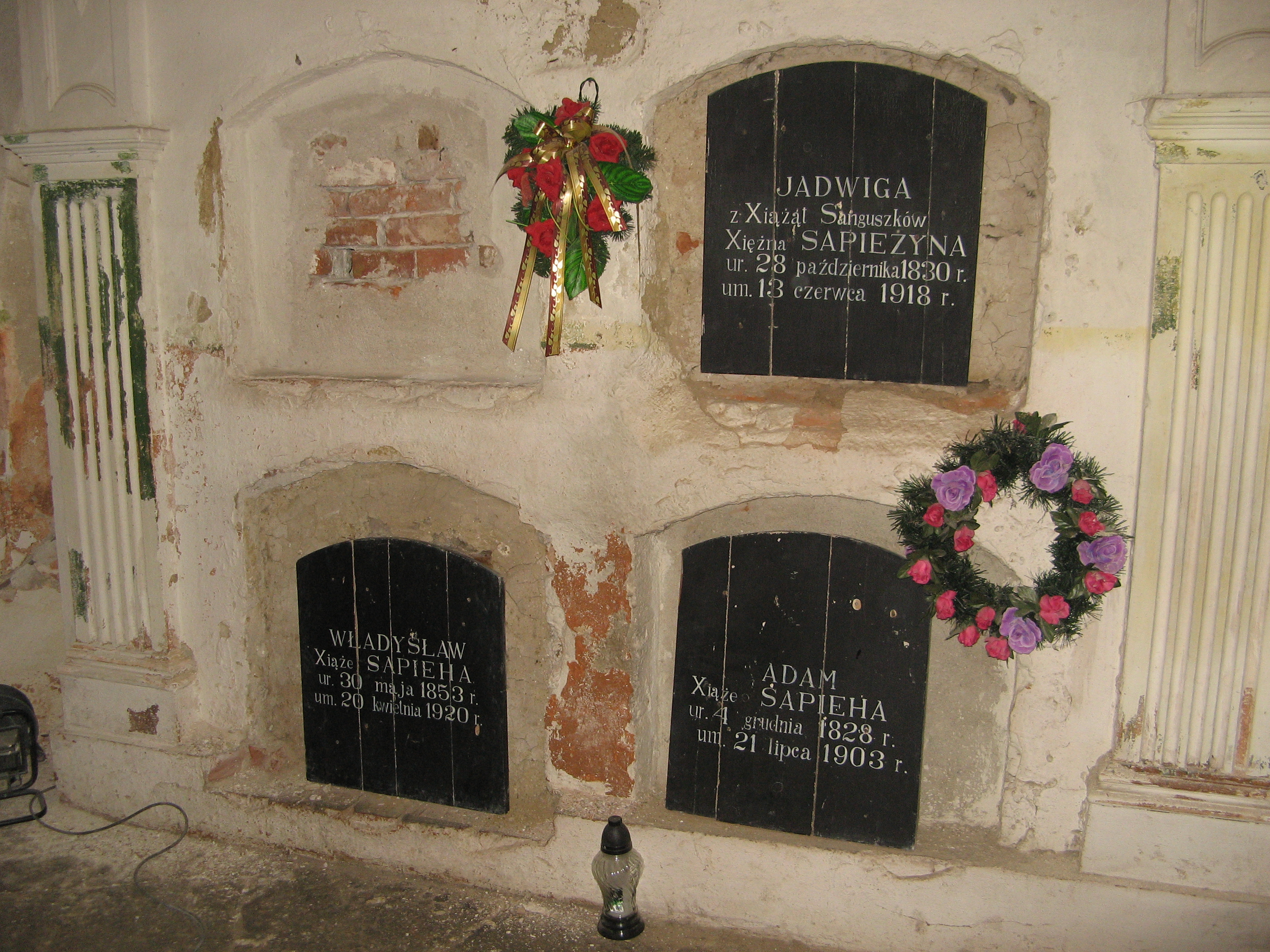
Grobowiec Władysława Sapiehy w Krasiczynie